# Nejc Polenčič
Nejc Polenčič, slovenski kanuist, * 2001.
Polenčič je na evropskih prvenstvih osvojil bronasto medaljo leta 2021 v Ivrei skupaj z Benjaminom Savškom in Luko Božičem v disciplini C-1 ekipno.